# Pétrola
Pétrola es un municipio español situado al sureste de la península ibérica, en la provincia de Albacete, dentro de la comunidad autónoma de Castilla-La Mancha. Está ubicado en la comarca de la Mancha de Montearagón y se encuentra a 33 km de la capital provincial. En 2020 contaba con 681 habitantes, según los datos oficiales del INE. Comprende la pedanía de Las Anorias, situada a 8 km del municipio. 

## Reserva Natural: Laguna Salada de Pétrola
Se encuentra a pocos metros del núcleo poblacional de Pétrola y es uno de los mayores reclamos del municipio, lo cual se debe sobre todo a la singularidad de este espacio. Situada a 860 m s. n. m., nos la encontramos ubicada en una cuenca de alimentación compleja, que permite la presencia de diferentes hábitats acuáticos con distintas salinidades. 
Es una laguna esteparia, somera, de 1 a 2 metros de profundidad en función de la época del año. Tiene una superficie de 343 hectáreas y su agua aumenta en el equinoccio de otoño y primavera. Se ha podido observar estos últimos años su crecimiento en partes de bancales y caminos que han sido inundados. 
Se destaca por su fauna y su vegetación, con especies incluidas en el Catálogo Regional de Especies Amenazadas como Limonium thiniense, Vulnerable y Lamprothamnium papulosum y Artemisia caerulescens subsp. gallica, en cuanto a vegetación, además de la malvasia y el tarro blanco, en cuanto a fauna.
A orillas de la laguna se encuentra la antigua fábrica de sal, actualmente en ruinas, rodeada por unas salinas de las cuales, antiguamente, se obtenía este producto. La Laguna Salada de Pétrola dispone de mirador con vistas a todas sus lagunas, con carteles informativos sobre la fauna de la reserva natural.
La Laguna de Pétrola es actualmente uno de los pocos puntos de cría del flamenco común (Phoenicopterus roseus) en España, dado que su ubicación en el interior de la península, entre los humedales costeros y los de La Mancha húmeda, la convierte en el único caso, junto al de la Laguna de Fuente de Piedra en Andalucía. Es por lo tanto un caso singular, ya que son muy pocos los lugares de reproducción de flamencos conseguidos o intentados en la península, según los datos del biólogo Juan Picazo Talavera. En este sentido, hasta los años 1999 y 2000, no criaron con éxito, según datos de la Sociedad Albacetense de Ornitología. Después, no se registró un nuevo intento de cría hasta 2010.  
Esta laguna salada es una de las más importantes de España, debido a la escasez de las mismas.

## Geografía humana

### Demografía
Cuenta con una población de 665 habitantes (INE 2024).
| Gráfica de evolución demográfica de Pétrola entre 1857 y 2021                                                         |
| |
| Población de derecho según los censos de población del INE. Población de hecho según los censos de población del INE. |

### Economía
Su economía está basada en la ganadería y la agricultura. Se cultivan varios cereales, entre los que destaca la cebada. 
Los vinos producidos en Pétrola están amparados bajo la Denominación de Origen Almansa.
En los últimos años esta tomando bastante peso el cultivo del almendro, en detrimento del cultivo del cereal el que todavía sigue siendo cultivo mayoritario.

## Patrimonio
Entre el patrimonio histórico, destaca la Iglesia Parroquial de Pétrola, la cual se encuentra bajo la advocación de San Bernabé Apóstol. La construcción del templo data de finales del siglo XVIII, entre junio de 1793 y febrero de 1796 y fue una de las primeras iglesias construida enteramente en la provincia por el arquitecto murciano D. Lorenzo Alonso Franco (1750-1810). El templo es de estilo neoclásico y se compone de una nave con capillas-hornacinas laterales de poca profundidad, dos pequeños cuerpos a los lados de la cabecera, fachada rematada en frontón y torre situada en la mencionada cabecera. 

## Fiestas
Sus fiestas patronales se celebran del 11 al 13 de junio, en honor de San Bernabé. Durante la realización de las mismas, la Asociación Músico-Cultural San Bernabé de Pétrola acompaña a sus habitantes durante el transcurso de sus fiestas patronales, y otros eventos, unida a la banda de música La Primitiva de la localidad albaceteña, Pozo Cañada
Otras fiestas que transcurren a lo largo del año son: 
- San Antón el 17 de enero, donde tiene lugar el encendido de hogueras por las calles.
- Carnaval que suele tener lugar el fin de semana a continuación de la Semana Blanca.
- Domingo de Resurrección donde se celebra la denominada como mona donde las gentes van a pasar el día a La Galana, campo que queda cerca del municipio.
- El primer fin de semana de octubre se celebra la festividad de Nuestra Señora del Rosario.
- En el mes de noviembre se celebra la festividad de Santa Cecilia, patrona de la música. En su honor la Asociación Músico-Cultural San Bernabé celebra diversos actos.

Tampoco cabe olvidar las fiestas patronales en honor a Santa Rita de la pedanía de Las Anorias, que tienen lugar el 22 de mayo.